# Erve (Fluss)
Die Erve ist ein Fluss in Frankreich, der in der Region Pays de la Loire verläuft.

## Geographie

### Verlauf
Sie entspringt an der Südflanke der Coëvrons-Hügel im Gemeindegebiet von Saint-Martin-de-Connée und durchfließt im Oberlauf den Regionalen Naturpark Normandie-Maine. Die Erve entwässert generell in südlicher Richtung und mündet nach rund 71 Kilometern im Stadtgebiet von Sablé-sur-Sarthe als rechter Nebenfluss in die Sarthe.
Auf ihrem Weg durchquert die Erve die Départements Mayenne und Sarthe.

### Orte am Fluss
(Reihenfolge in Fließrichtung) 
- Vimarcé
- Saint-Georges-sur-Erve
- Assé-le-Bérenger
- Sainte-Suzanne
- Chammes
- Saint-Jean-sur-Erve
- Saulges
- Ballée
- Auvers-le-Hamon
- Sablé-sur-Sarthe

## Sehenswürdigkeiten
- Schloss von Sainte-Suzanne, 70 Meter über dem Fluss
- Schloss Foulletorte (auch: Foultorte), bei Saint-Georges-sur-Erve, dessen Türme von der Erve umflossen werden.